# Hồ nước mặn
Hồ nước mặn hay hồ muối là một vùng nước kín trong đó có hàm lượng muối và chất khoáng lớn hơn phần lớn những hồ bình thường khác (theo tiêu chuẩn ít nhất là khoảng 3 gram muối trên một lít nước). Trong một vài trường hợp, hồ nước mặn có hàm lượng muối cao hơn cả nước biển. Nếu lượng muối trong hồ đạt khoảng 3 gam thi đạt đều kiện tiêu chuẩn cho các sinh vật sinh sống.